# Sólo D’Lira
Sólo D’Lira es el octavo álbum de estudio de la banda de rock Molotov, lanzado al mercado el 26 de abril de 2023. Fue producido por Emmanuel del Real, miembro de la banda de rock alternativo Café Tacvba. Es el primer álbum de estudio desde Agua maldita en 2014, y desde su MTV Unplugged titulado El Desconecte en 2018.

## Antecedentes y grabación
El 7 de abril de 2022 fue publicado el sencillo "No Olvidamos" en su canal de YouTube, posteriormente se publicaron los sencillos "Quiten el Trap", "Pendejo" y "H2H (Todo me Pica)" en los meses siguientes.
En marzo de 2023, anunciaron que su nuevo trabajo saldría a la venta el 30 de abril. El mismo día del lanzamiento (26 de abril), fue publicado el sencillo "Money in the Bank", el cual cuenta con la colaboración del rapero argentino WOS.

## Lista de canciones
| N.º   | Título                        | Escritor(es)                                            | Duración |  |
| 1.    | «Santo Niño De Atocha»        | Micky Huidobro                                          | 3:27     |  |
| 2.    | «Denle Chayote»               | Micky Huidobro                                          | 2:57     |  |
| 3.    | «Amarren Al Perro»            | Paco Ayala                                              | 3:12     |  |
| 4.    | «Money In The Bank» (ft. WOS) | Paco Ayala, Randy Ebright, WOS                          | 3:55     |  |
| 5.    | «Quiten El Trap»              | Micky Huidobro                                          | 2:38     |  |
| 6.    | «Sale Con Polish»             | Randy Ebright                                           | 3:16     |  |
| 7.    | «H2H (Todo Me Pica)»          | Tito Fuentes                                            | 4:20     |  |
| 8.    | «Esto Es Mierda»              | Tito Fuentes, Micky Huidobro, Paco Ayala, Randy Ebright | 3:16     |  |
| 9.    | «Ego»                         | Randy Ebright                                           | 3:11     |  |
| 10.   | «El Señor Del Banco»          | Micky Huidobro                                          | 3:15     |  |
| 11.   | «Pendejo»                     | Tito Fuentes, Micky Huidobro, Paco Ayala, Randy Ebright | 3:07     |  |
| 12.   | «Río»                         | Tito Fuentes                                            | 3:24     |  |
| 13.   | «No Olvidamos»                | Tito Fuentes, Micky Huidobro, Paco Ayala, Randy Ebright | 4:35     |  |
| 44:34 |                               |                                                         |          |  |